# Unterseeboot 572
L'Unterseeboot 572 ou U-572 est un sous-marin allemand (U-Boot) de type VIIC utilisé par la Kriegsmarine pendant la Seconde Guerre mondiale.
Le sous-marin est commandé le 24 octobre 1939 à Hambourg (Blohm & Voss), sa quille posée le 15 juin 1940, il est lancé le 5 avril 1941 et mis en service le 29 mai 1941, sous le commandement du Kapitänleutnant Heinz Hirsacker.
Il coule en août 1943 au large de la Trinité-et-Tobago.

## Conception
Unterseeboot type VII, l'U-572 avait un déplacement de 769 tonnes en surface et 871 tonnes en plongée. Il avait une longueur totale de 67,10 m, un maître-bau de 6,20 m, une hauteur de 9,60 m et un tirant d'eau de 4,74 m. Le sous-marin était propulsé par deux hélices de 1,23 m, deux moteurs diesel Germaniawerft M6V 40/46 de 6 cylindres en ligne de 1 400 cv à 470 tr/min, produisant un total de 2 060 à 2 350 kW en surface et de deux moteurs électriques BBC GG UB 720/8 de 375 cv à 295 tr/min, produisant un total 550 kW, en plongée. Le sous-marin avait une vitesse en surface de 17,7 nœuds (32,8 km/h) et une vitesse de 7,6 nœuds (14,1 km/h) en plongée. Immergé, il avait un rayon d'action de 80 milles marins (150 km) à 4 nœuds (7,4 km/h; 4,6 milles par heure) et pouvait atteindre une profondeur de 230 m. En surface son rayon d'action était de 8 500 milles nautiques (soit 15 700 km) à 10 nœuds (19 km/h). 
L'U-572 était équipé de cinq tubes lance-torpilles de 53,3 cm (quatre montés à l'avant et un à l'arrière) qui contenait quatorze torpilles. Il était équipé d'un canon de 8,8 cm SK C/35 (220 coups) et d'un canon antiaérien de 20 mm Flak. Il pouvait transporter 26 mines TMA ou 39 mines TMB. Son équipage comprenait 4 officiers et 40 à 56 sous-mariniers.

## Historique
Il passe son temps d'entraînement initial dans la 3. Unterseebootsflottille jusqu'au 1er août 1941, puis il intègre son unité de combat dans cette même flottille.
En novembre 1941, l'U-572 croise par hasard en pleine tempête l'U-96. L'anecdote est évoquée dans le film Das Boot consacré à une mission du U-96.
Le 7 janvier 1942, il quitte Brest pour la Méditerranée. Entre le 19 et le 22 janvier, l'U-572 fait deux tentatives infructueuses pour passer le détroit de Gibraltar. Il rejoint alors l'U-402 et l'U-581 pour effectuer une patrouille collective entre Gibraltar et les Açores. 
Le Commandant Hirsacker, échouant à exécuter l'ordre de passer le détroit de Gibraltar, est alors dénoncé par ses officiers. Il est relevé de son commandement le 18 décembre 1942 et condamné à mort par une cour martiale en 1943, pour lâcheté face à l'ennemi. Il est avec Oskar Kusch (de) (de l'U-154) le seul commandant d'U-Boot de la Seconde Guerre mondiale condamné à mort. Le jugement n'est pas exécuté puisqu'il se suicide par balle le 24 avril 1943, avec le pistolet d'un ami, passé clandestinement lors de sa détention à Kiel-Wik.
Le 4 avril 1942, l'U-572 attaque un pétrolier britannique avec son artillerie dans le nord-ouest des Bermudes. Douze jours plus tard, il torpille et coule un navire panaméen dans l'est de l'île Roanoke, suivi le 20 avril d'un cargo britannique dans le nord-nord-ouest des Bermudes. Le (ou aux alentours du) 23 avril, il est ravitaillé par l'U-459 à 500 milles nautiques au nord-est des Bermudes.
Le 7 août 1942, l'U-572 torpille et coule un cargo hollandais dans l'ouest de Freetown.
Le 22 juin 1943, l'U-572 torpille et coule un pétrolier français ; poursuivi pendant cinq heures il s'échappe. Il patrouille ensuite entre la Barbade et les côtes de Guyane.
Le 14 et le 15 juillet, il envoie par le fond deux goélettes britanniques avec son artillerie, au nord-est de Boca Grande (Venezuela).
Le 3 août 1943, le sous-marin est repéré dans le nord-nord-est de Paramaribo par un Martin PBM Mariner du VP-205. L'avion signale, à 0 h 25, qu'il attaque un U-Boot. Ni l'U-572, ni l'appareil ne donneront plus aucun signe de vie. L'épave du submersible se situe à la position géographique 11° 35′ N, 54° 05′ O. 
Les 47 membres d'équipage sont morts dans ce combat.

## Commandement
- Kapitänleutnant Heinz Hirsacker du 29 mai 1941 au 18 décembre 1942.
- Oberleutnant zur See Heinz Kummetat du 18 décembre 1942 au 3 août 1943.

## Affectations
- 3. Unterseebootsflottille du 29 mai 1941 au 1er août 1941 (Période de formation).
- 3. Unterseebootsflottille du 1er août 1941 au 3 août 1943 (Unité combattante).

## Patrouilles
|       | Commandant             | Départ           | Départ     | Arrivée          | Arrivée    | Jours     | Succès   |
| ----- | ---------------------- | ---------------- | ---------- | ---------------- | ---------- | --------- | -------- |
| 1     | Kptlt. Heinz Hirsacker | 2 septembre 1941 | Trondheim  | 2 octobre 1941   | Lorient    | 31 jours  |          |
| 2     | Kptlt. Heinz Hirsacker | 30 octobre 1941  | Lorient    | 29 novembre 1941 | Brest      | 31 jours  |          |
| 3     | Kptlt. Heinz Hirsacker | 7 janvier 1942   | Brest      | 10 février 1942  | Brest      | 35 jours  |          |
| 4     | Kptlt. Heinz Hirsacker | 14 mars 1942     | Brest      | 14 mai 1942      | La Pallice | 62 jours  | 15 739   |
| 5     | Kptlt. Heinz Hirsacker | 30 juin 1942     | La Pallice | 3 septembre 1942 | La Pallice | 66 jours  | 5 281    |
| 6     | Kptlt. Heinz Hirsacker | 12 octobre 1942  | La Pallice | 22 novembre 1942 | La Pallice | 42 jours  |          |
| 7     | Oblt. Heinz Kummetat   | 23 décembre 1942 | La Pallice | 11 février 1943  | La Pallice | 51 jours  |          |
| 8     | Oblt. Heinz Kummetat   | 10 mars 1943     | La Pallice | 18 avril 1943    | La Pallice | 40 jours  |          |
| 9     | Oblt. Heinz Kummetat   | 2 juin 1943      | La Pallice | 3 août 1943      | Coulé      | 63 jours  | 4 510    |
| Total | Total                  | Total            | Total      | Total            | Total      | 421 jours | 25 530 t |

Note : Kptlt. = Kapitänleutnant - Oblt. = Oberleutnant zur See

### Opérations Wolfpack
L'U-572 opéra avec les Wolfpacks (meute de loups) durant sa carrière opérationnelle :
- Brandenburg (15 septembre – 1er octobre 1941)
- Störtebecker (5–19 novembre 1941)
- Gödecke (19–26 novembre 1941)
- Hai (3–21 juillet 1942)
- Streitaxt (20 octobre – 2 novembre 1942)
- Schlagetot (9–16 novembre 1942)
- Falke (28 décembre 1942 – 19 janvier 1943)
- Landsknecht (19–28 janvier 1943)
- Hartherz (3–7 février 1943)
- Seeteufel (21–30 mars 1943)
- Löwenherz (1er–10 avril 1943)

## Navires coulés
L'U-572 coula 6 navires marchands totalisant 19 323 tonneaux et endommagea 1 navire marchand de 6 207 tonneaux au cours des 9 patrouilles (421 jours en mer) qu'il effectua.
| Date            | Nom                | Nationalité                      | Tonnage | Fait      |
| --------------- | ------------------ | -------------------------------- | ------- | --------- |
| 4 avril 1942    | Ensis              | Royaume-Uni                      | 6 207   | Endommagé |
| 16 avril 1942   | Desert Light       | Panama                           | 2 368   | Coulé     |
| 20 avril 1942   | Empire Dryden      | Royaume-Uni                      | 7 164   | Coulé     |
| 7 août 1942     | Delfshaven         | Pays-Bas                         | 5 281   | Coulé     |
| 22 juin 1943    | Lot                | Forces navales françaises libres | 4 220   | Coulé     |
| 14 juillet 1943 | Harvard            | Royaume-Uni                      | 114     | Coulé     |
| 15 juillet 1943 | Gilbert B. Walters | Royaume-Uni                      | 176     | Coulé     |